# Naturschutzgebiet Südlicher Arnstein

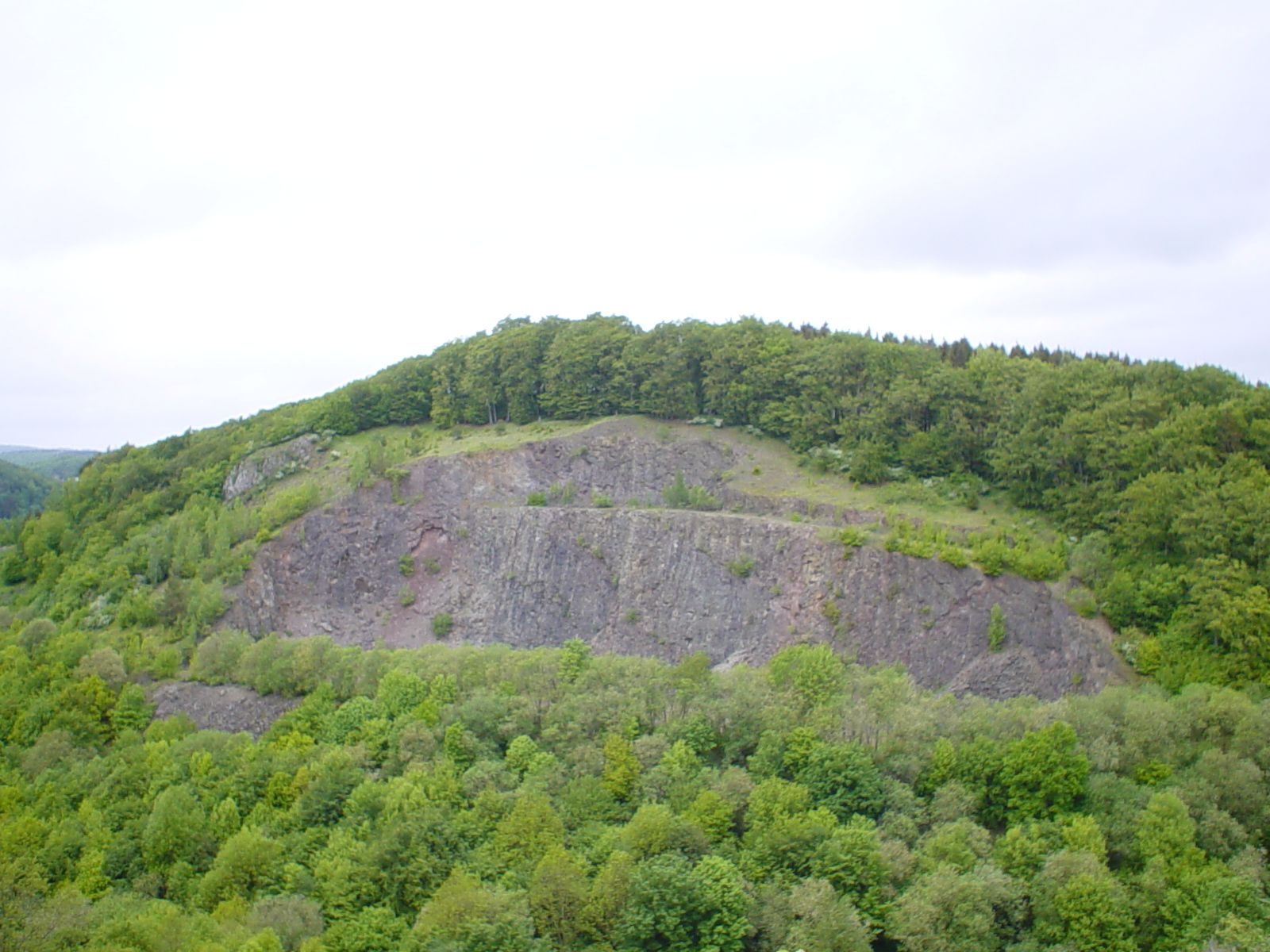
Naturschutzgebiet Südlicher Arnstein

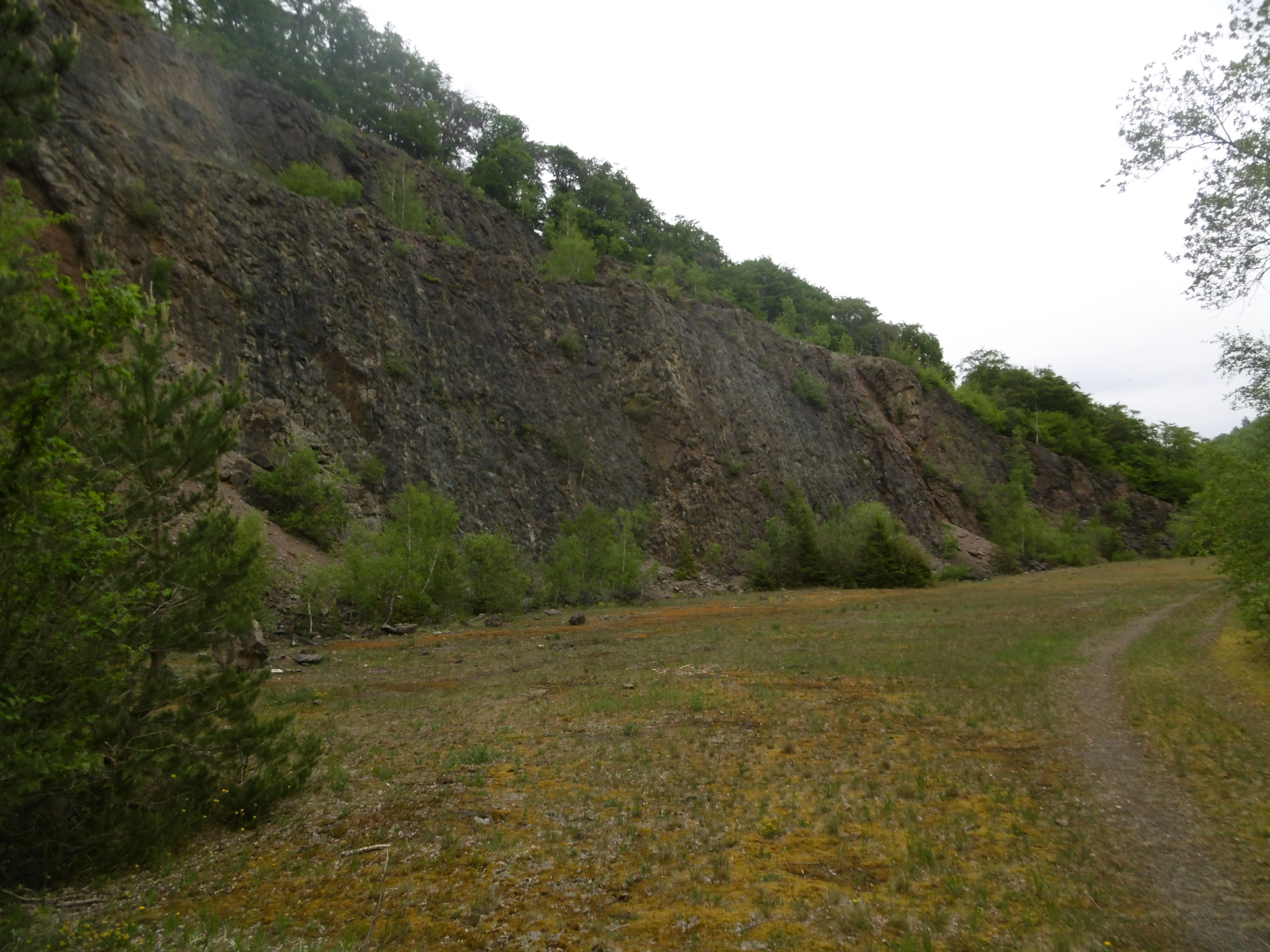
Blick in Steinbruch

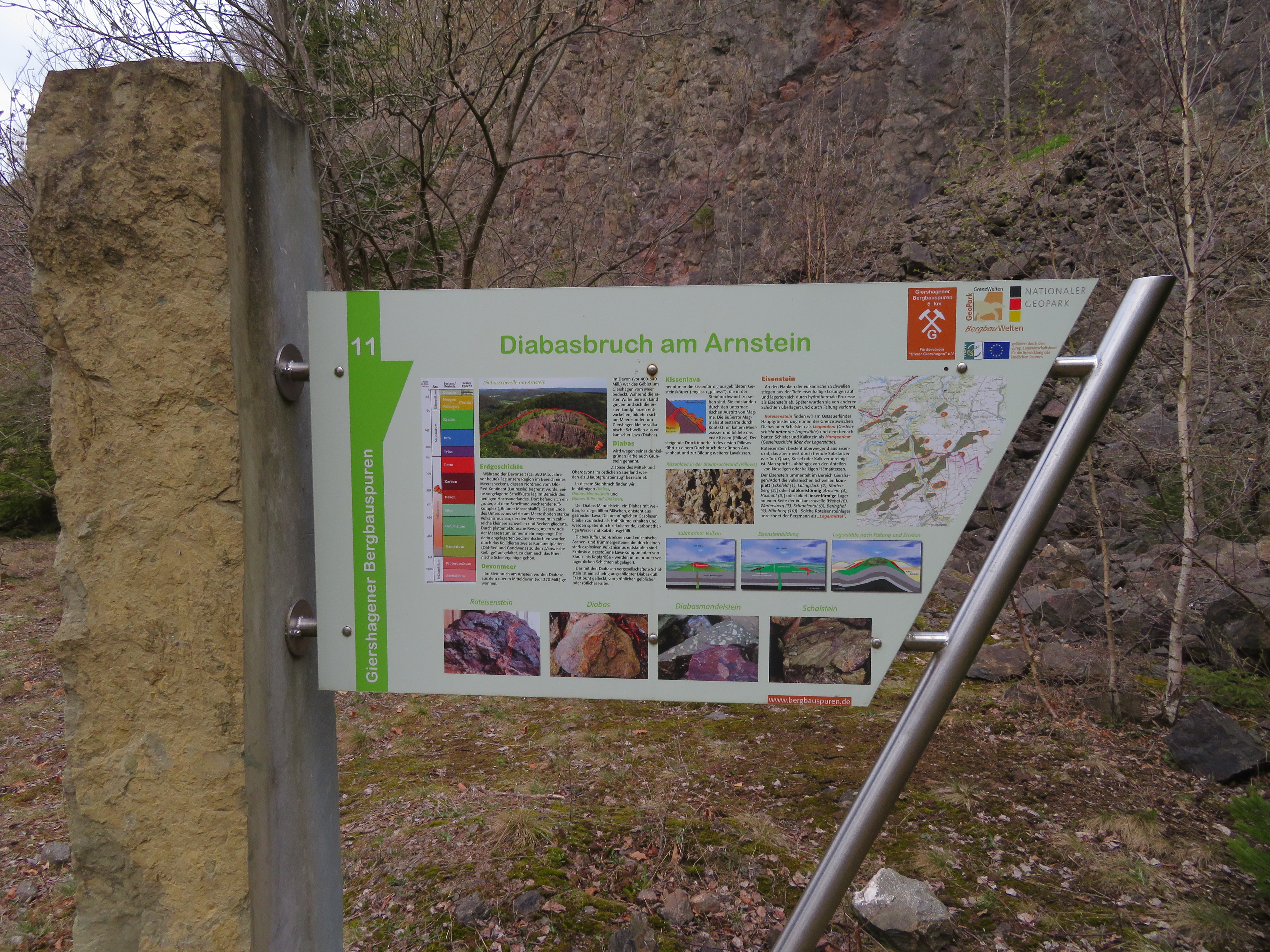
Infotafel im Steinbruch

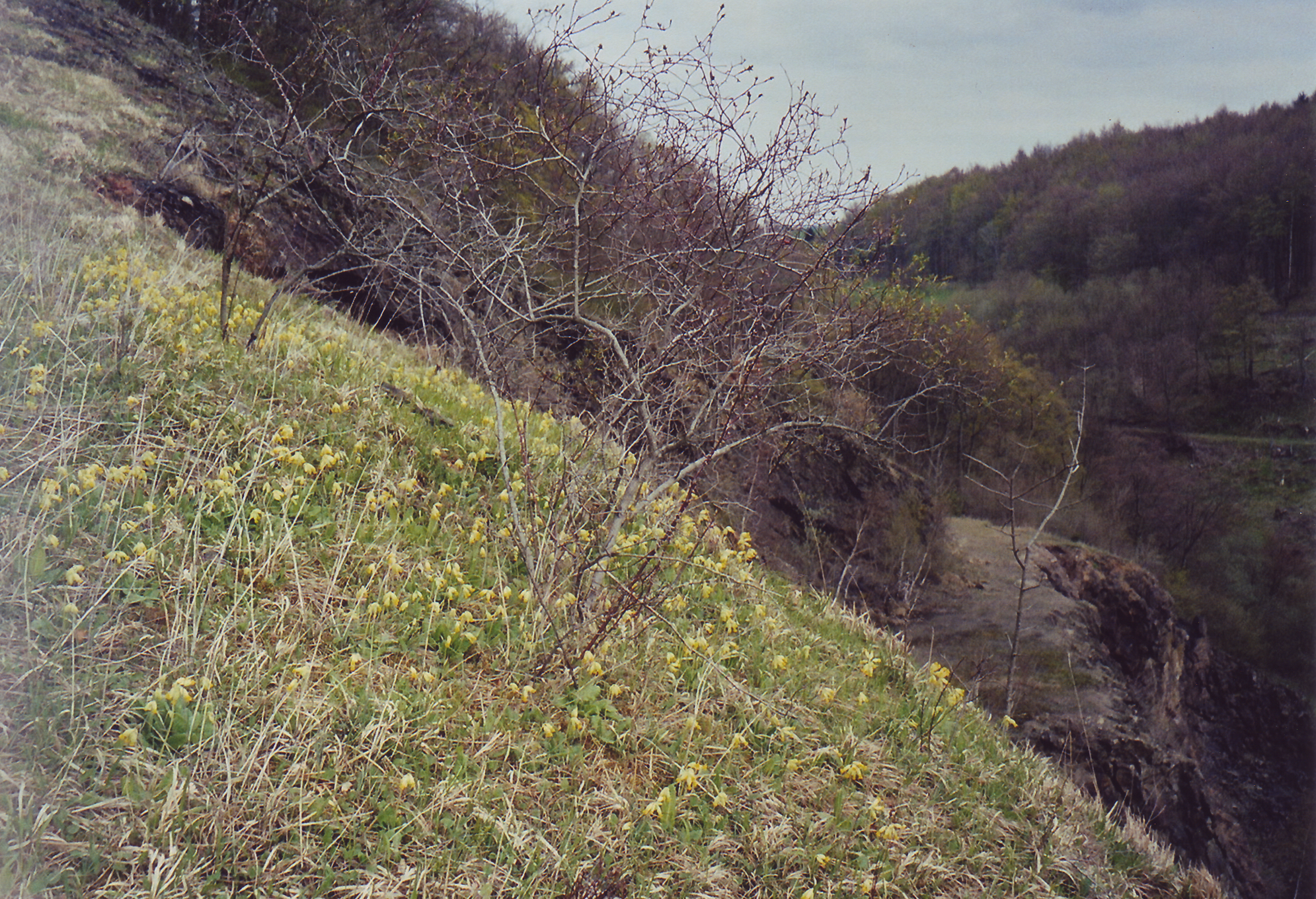
Echte Schlüsselblume im NSG

Das Naturschutzgebiet Südlicher Arnstein mit einer Größe von 33,5 ha liegt südöstlich von Padberg im Stadtgebiet von Marsberg im Hochsauerlandkreis. Das Gebiet wurde 2001 mit dem Landschaftsplan Hoppecketal durch den Hochsauerlandkreis als Naturschutzgebiet (NSG) ausgewiesen. An der Südostecke des NSG schließt sich direkt das Grünland-NSG Naturschutzgebiet Östlicher Arnstein an. Das NSG ist Teil des FFH-Gebietes Wälder bei Padberg (DE 4518-302). Im NSG befinden sich die FFH-Lebensraumtypen Felsen, Waldmeister-Buchenwald und Kalkschutthalden. Das NSG gehört seit 2023 zum Vogelschutzgebiet Diemel- und Hoppecketal mit angrenzenden Wäldern.

## Gebietsbeschreibung
Beim NSG handelt es sich um einen Waldbereich mit ehemaligen Steinbrüchen auf Diabas-Untergrund der mitteldevonischen Hauptgrünsteindecke am Berg Arnstein. Im NSG gibt es zwei ehemalige Steinbrüche und kleinere Bereiche mit Magerrasen. Zum NSG gehört auch ein verfüllter Steinbruch in südexponierter Lage. Im Süden liegt ein Bruch mit einer über 25 m hohen, senkrechten Felswand. Im Steinbruchgrund gibt es ruderalisierte Bereiche und einen lückigen Trockenrasen. Nördlich an den Steinbruch grenzt eine mit Trockenrasenvegetation bewachsene Blockschutthalde an, die in einen Laubwaldkomplex aus Buche und Eiche übergeht. Im Westen bilden in steiler Hanglage trockene mit Buchen durchsetzte Eichen-Hainbuchenwälder ein durch einen weiteren kleinflächigen Steinbruch unterbrochenes Band. Die Vegetationsdecke im NSG hat eine artenreiche Krautschicht mit teilweise stark gefährdeten Pflanzenarten der Rote Liste gefährdeter Arten.

## Pflanzenarten im NSG
Das Landesamt für Natur, Umwelt und Verbraucherschutz Nordrhein-Westfalen dokumentierte im Schutzgebiet Pflanzenarten wie Aronstab, Breitblättriger Thymian, Behaartes Johanniskraut, Berg-Goldnessel, Braunstieliger Streifenfarn, Bärlauch, Bärenschote, Echte Nelkenwurz, Echte Schlüsselblume, Echtes Johanniskraut, Echtes Lungenkraut, Efeu, Frühblühender Thymian, Frühlings-Platterbse, Fuchssches Greiskraut, Färber-Ginster, Geflecktes Johanniskraut, Gemeine Goldrute, Gemeiner Dost, Gemeiner Natternkopf, Gewöhnliche Goldnessel, Gewöhnlicher Fransenenzian, Gewöhnlicher Hohlzahn, Gewöhnliches Ferkelkraut, Goldschopf-Hahnenfuß, Große Sternmiere, Kleinblütige Königskerze,  Kleine Bibernelle, Kleines Habichtskraut, Knotige Braunwurz, Langblättriges Waldvöglein, Leberblümchen, Männliches Knabenkraut, Mauerlattich, Mittlerer Wegerich, Nesselblättrige Glockenblume, Pfirsichblättrige Glockenblume, Purpur-Fetthenne, Salbei-Gamander, Schmalblättriges Weidenröschen, Schwarze Teufelskralle, Spring-Schaumkraut, Tollkirsche, Trauben-Gamander, Türkenbund-Lilie, Wald-Bingelkraut, Wald-Habichtskraut, Wald-Labkraut, Wald-Veilchen, Wald-Ziest, Waldmeister, Weiße Schwalbenwurz, Wilde Möhre, Wirbeldost und Zwiebel-Zahnwurz.

## Schutzzweck
Wie bei allen Naturschutzgebieten in Deutschland wurde in der Schutzausweisung darauf hingewiesen, dass das Gebiet „wegen der Seltenheit, besonderen Eigenart und Schönheit des Gebietes“ zum Naturschutzgebiet wurde. Das NSG dient der Erhaltung, Erweiterung und Entwicklung der Biotope stark gefährdeter Tier- und Pflanzenarten. Das NSG wurde speziell zur Sicherung eines repräsentativen künstlichen Aufschlusses aus erdgeschichtlichen und landeskundlichen Gründen, ferner zur Sicherung von bisher unbeeinträchtigt gebliebenen, ökologisch besonders wertvollen Teilbereichen des Arnsteins als prägendem Bestandteil der besonderen Eigenart und hervorragenden Schönheit der "Padberger Schweiz". Ein wesentlicher Schutzzweck ist auch die Sicherung des ökologischen Netzes Natura 2000 im Sinne der Fauna-Flora-Habitat-Richtlinie.
Zum Wert des Gebietes führt der Landschaftsplan aus: „Der Erhaltungszustand der genannten Lebensraumtypen bzw. Artenbestände ist im Gebiet als günstig anzusehen, so dass das Schwergewicht der Schutzfestsetzung in der Erhaltung dieses Zustandes, weniger in einer Wiederherstellung eines aktuell ungünstigen Erhaltungszustandes liegt.“